# Красный Бор (Владимирская область)

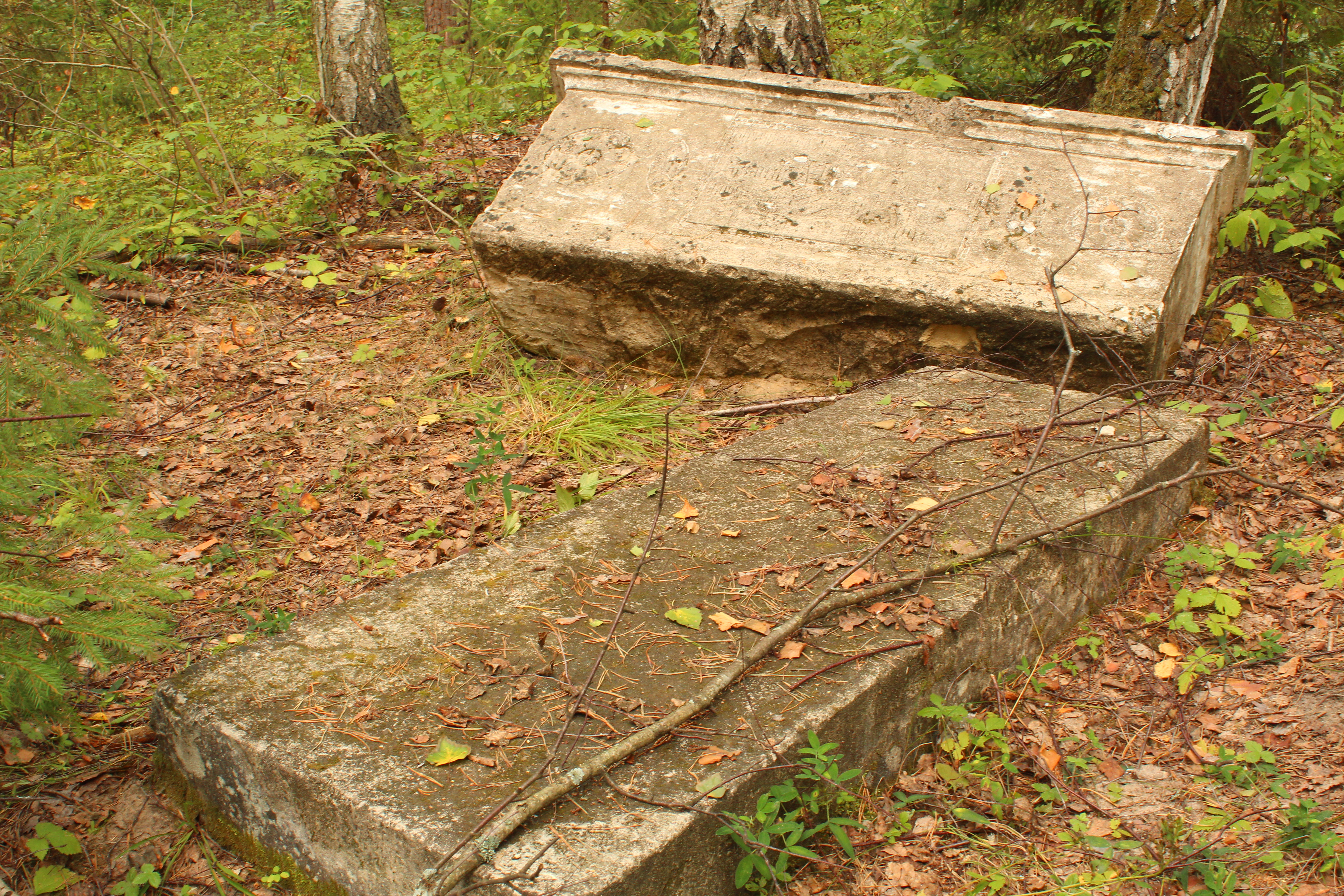
Сброшенный надгробный камень на могиле Агриппины

Кра́сный Бор — деревня в Муромском районе Владимирской области. Входит в Борисоглебское сельское поселение (Владимирская область).

## Население
| 1926 | 2002 | 2010 | 2021 |
| ---- | ---- | ---- | ---- |
| 153  | ↘30  | ↘25  | ↘4   |

## Достопримечательности
В деревне находится дом помещика, жившего в 19 веке. Во времена советской власти этот дом выполнял функции государственных структур — здесь находилась больница. Она просуществовала до начала 2000-х годов. По причине небольшого количества жителей она была упразднена в дом престарелых, а позже и вовсе закрыта. У жившего в этом доме помещика была дочь Агриппина, в 17 лет она умерла от укуса змеи. В лесу, неподалеку от опушки, находится её могила. Надгробный камень сброшен в сторону разбойниками, которые считали, что вместе с дочерью захоронены были и драгоценности. Камень так и остался сейчас лежать в том же положении. Погибла Агриппина в начале 20 века. Точные годы жизни указаны на надгробном камне, но текст читается плохо.